# Paracanthurus hepatus
Paracanthurus hepatus (Linnaeus, 1766), comunemente conosciuto come pesce chirurgo blu, è un pesce d'acqua marina appartenente alla famiglia Acanthuridae. È l'unica specie del genere Paracanthurus.

## Distribuzione e habitat

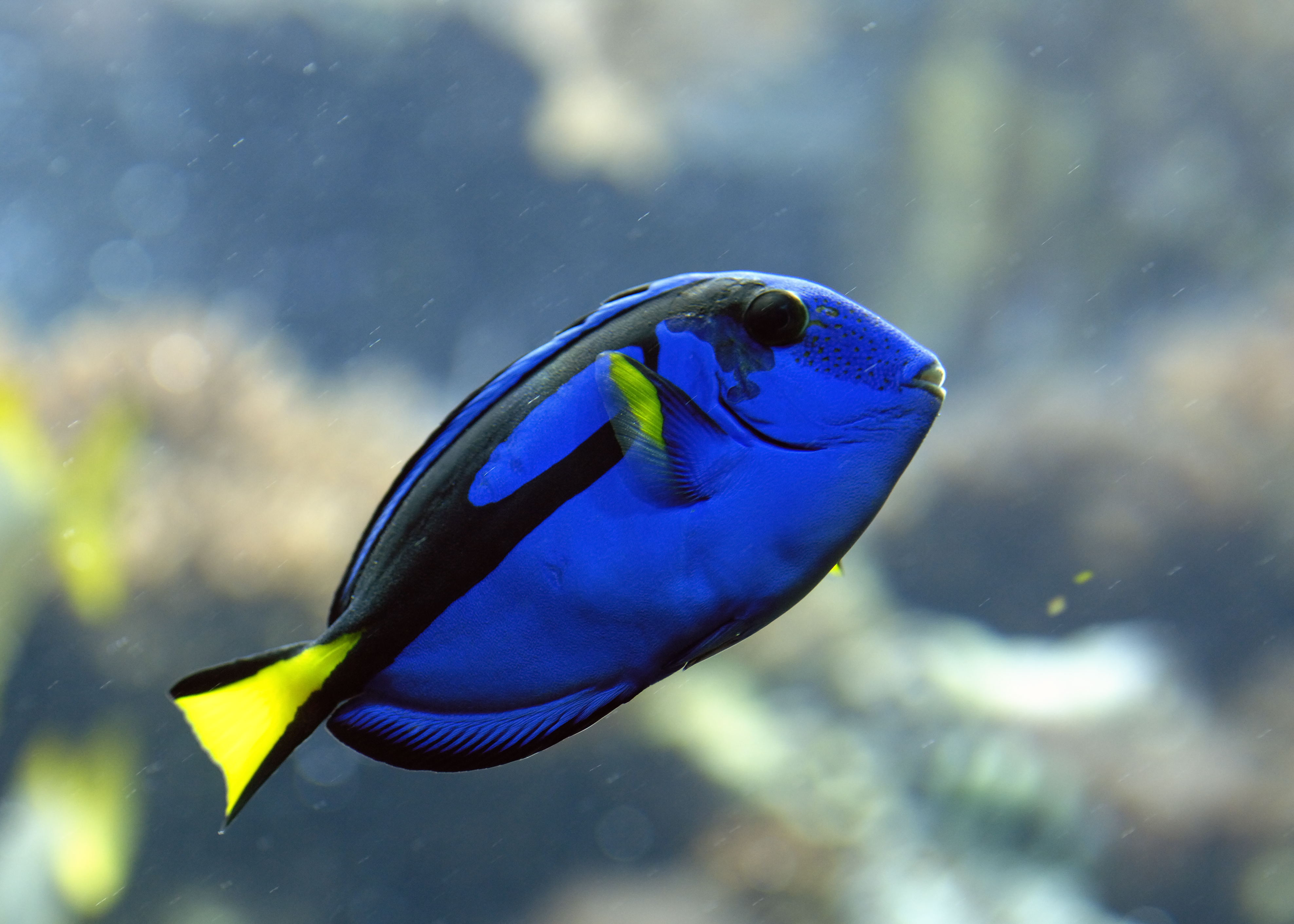
P. hepatus

È diffuso nelle acque dell'Indo-Pacifico, dove abita principalmente le barriere coralline, preferendo temperature comprese tra i 28 °C / 30 °C, ed una densità che oscilla tra i 1018/1022 kg/m3.

## Descrizione
Il corpo è molto appiattito e allungato, dotato di una pinna dorsale che si estende per quasi l'intera schiena. La livrea è molto colorata, presenta un colore di base azzurro scuro su cui spicca una macchia nera a forma di chela di granchio. La pinna caudale è gialla, mentre le pinne sono bordate di nero. Come ogni Acanturide presenta sul peduncolo caudale lo scudetto tipico dei pesci chirurgo, anche se in modo poco evidente.

Raggiunge una lunghezza massima di 31 centimetri, anche se comunemente non supera i 18/20 centimetri.

## Biologia
Animale molto socievole, P. hepatus è un abile ed instancabile nuotatore, famoso per i suoi comportamenti singolari e molto accattivanti.

Gli esemplari di questa famiglia sono più pacifici della media dei pesci chirurgo, ma allo stesso tempo molto più delicati e spaventati.
Soffrono molto per la vicinanza di altri pesci chirurgo della stessa livrea (come Acanthurus leucosternon) con cui litigano in continuazione, fino alla morte. Convivono invece con tutti gli altri pesci poco aggressivi, in particolar modo con il genere Zebrasoma (Zebrasoma flavescens).

È molto curioso il comportamento ben osservato in acquari marini o di barriera; si è infatti notato che gli esemplari di questa specie sono soliti dormire su un fianco, litigare sovente con i vetri dell'acquario e fingersi morti, abbandonando i colori della livrea.

### Alimentazione
Come ogni pesce chirurgo anche il Paracanthurus hepatus è un animale erbivoro, e la sua dieta è principalmente di alghe.

## Acquariofilia
Questo pesce è pescato unicamente per la sua alta richiesta nel campo dell'acquariofilia. In cattività è un pesce dal difficile allevamento, è consigliato solo ai più esperti acquariofili capaci di fornire i giusti spazi (minimo 400 litri) e i giusti valori in acqua.

È perfetto per acquari marini o di barriera, poiché è solito ricercare nella roccia viva piccoli anfratti dove potersi nascondere, senza disturbare minimamente invertebrati e coralli.

## Nella cultura di massa
Oltre alla specie Amphiprion ocellaris, l'uscita del famoso film d'animazione della Pixar intitolato Alla ricerca di Nemo ha giovato anche alla fama del Paracanthurus hepatus (nel film si chiama Dory), che ha visto aumentare la sua popolarità a dismisura.